# Malanaikanahalli, Krishnarajanagara
Malanaikanahalli là một làng thuộc tehsil Krishnarajanagara, huyện Mysore, bang Karnataka, Ấn Độ.